# سه سرباز سفید

الگوی شمعی سه سرباز سفید متشکل از سه شمع که در پی هم به سمت بالا صعود می‌کنند.

سه سرباز سفید (انگلیسی: Three white soldiers) یکی از الگوهای بازگشتی مهم در تحلیل تکنیکال است که در نمودارهای شمعی بازارهای مالی ظاهر می‌شود. این الگو نشانه‌ای از تغییر روند بازار از حالت نزولی به حالت صعودی بوده و معمولاً به‌عنوان یک سیگنال قدرتمند برای آغاز یک روند صعودی پایدار در نظر گرفته می‌شود.
الگوی سه سرباز سفید طی سه سشن معاملاتی متوالی شکل می‌گیرد و از سه شمع صعودی بلند تشکیل شده است که به‌طور پلکانی به سمت بالا حرکت می‌کنند. هر شمع جدید باید در محدوده‌ای بالاتر از قیمت آغازین روز قبل باز شود، و ترجیحاً در محدودۀ میانی قیمت شمع قبلی قرار گیرد. همچنین، بسته شدن هر شمع باید در سطوح بالاتر از شمع پیشین انجام شود تا یک سقف کوتاه‌مدت جدید ایجاد گردد.
این الگو نشان‌دهنده غلبه خریداران بر بازار و افزایش تمایل به خرید است و می‌تواند برای معامله‌گران، به‌ویژه در تحلیل میان‌مدت تا بلندمدت، به‌عنوان نشانه‌ای از پایان فشار فروش و آغاز روند صعودی تلقی شود.
سه سرباز سفیدبه تأیید این موضوع کمک می‌کند که روند نزولی بازار به پایان رسیده و تمایلات معامله‌گران به‌سوی چشم‌انداز مثبت و صعودی تغییر یافته است. این الگو نشان‌دهندۀ قدرت روزافزون خریداران در بازار و احتمال آغاز یک روند صعودی پایدار است. گرگوری ال موریس، تحلیلگر تکنیکال، در توضیح اهمیت این الگو می‌نویسد: «این نوع تغییر قیمت بسیار صعودی است و هرگز نباید نادیده گرفته شود».
این الگوی شمعی به عنوان نقطۀ مقابلی است برای الگوی سه کلاغ سیاه شناخته می‌شود؛ چراکه دارای ویژگی‌های مشابهی ولی به صورت معکوس هستند.